# Ingrid Rückert
Ingrid Rückert (* 18. Februar 1954 in Nürnberg) ist eine deutsche Bibliothekarin.

## Leben und Wirken
Ingrid Rückert studierte Anglistik und Romanistik. Nach ihrem 1979 abgeschlossenen Staatsexamen für den höheren Schuldienst an der Universität Erlangen-Nürnberg promovierte sie dort 1982 im Fach Anglistik mit einer Arbeit zu einem Thema aus der englischen Gegenwartsdichtung. Als Bibliotheksreferendarin an der Universitätsbibliothek Erlangen trat sie 1982 in die Ausbildung für den höheren Bibliotheksdienst ein und schloss diese 1984 mit der Fachprüfung an der Bayerischen Bibliotheksschule in München ab. Ihre Tätigkeit als wissenschaftliche Bibliothekarin begann im gleichen Jahr an der Bayerischen Staatsbibliothek. Dort wirkte sie zuletzt – seit 2011 im Rang einer Bibliotheksdirektorin – als Leiterin des Referats für Nachlässe und Autographen. Insbesondere kuratierte sie mehrere Ausstellungen und war zuständig vor allem für die historischen Kataloge der Bayerischen Staatsbibliothek (Schrettinger Katalog sowie Alter Realkatalog und Schlagwortkatalog aus dem Zeitraum von 1911 bis 1981), über die sie auch publiziert hat. Außerdem wirkte sie als nebenamtliche Dozentin an der Bayerischen Beamtenfachhochschule. Im Jahre 2019 trat sie in den Ruhestand.

## Veröffentlichungen
- The touch of sympathy, Philip Larkin und Thom Gunn. Zwei Beiträge zur englischen Gegenwartsdichtung (= Anglistische Forschungen, Bd. 162). Winter, Heidelberg 1982, IsBN 3-533-03159-4 (Dissertation Universität Erlangen-Nürnberg).
- (mit Reinhard Horn): Ludwig I. von Bayern, der königliche Mäzen (= Ausstellungkataloge / Bayerische Staatsbibliothek, Bd. 38). München 1986.
- Erwerbungskoordinierung in Bayern. Überlegungen zu einem "regionalen Zeitschriftengrundbestand" im Fach Anglistik. In: Bibliotheksforum Bayern, Bd. 23 (1995), H. 1, S. 31–51.
- Der Alte Realkatalog der Bayerischen Staatsbibliothek und sein neues Online-Register. In: Bibliotheksforum Bayern, Bd. 31 (2003), H. 3, S. 214–223.
- Der Schrettinger-Katalog und der Alte Realkatalog. 200 Jahre Sacherschließung an der Bayerischen Staatsbibliothek. In: Bernd Lorenz (Hrsg.): Bibliothek und Philologie. Festschrift für Hans-Jürgen Schubert zum 65. Geburtstag. Harrassowitz, Wiesbaden 2005, S. 107–136, ISBN 3-447-05246-5.
- Klassifikatorische Erschließung in der Bayerischen Staatsbibliothek. In: Kristina Knull-Schlomann (Red.): New perspectives on subject indexing and classification. Essays in honour of Magda Heiner-Freiling. Deutsche Nationalbibliothek, Leipzig/Frankfurt am Main/Berlin 2008, S. 53–62, ISBN 978-3-933641-99-1.
- "Die seltensten und kostbarsten Werke chinesischer Literatur". Karl Friedrich Neumann als Begründer der chinesischen Büchersammlung an der Bayerischen Staatsbibliothek. In: Saeculum, Bd. 60 (2010), S. 115–142.
- Karl Friedrich Neumann, "ein vollkommener Freigeist". Werden und Wirken des Gelehrten. In: Yan Xu-Lackner (Hrsg.): Die Bücher des letzten Kaiserreichs. FAU University Press, Erlangen 2012, S. 17–27, ISBN 978-3-944057-00-2.
- (mit Sabine Kurth): Richard Wagner. Die Münchner Zeit (1864–1865) (= Ausstellungskataloge / Bayerische Staatsbibliothek, Bd. 87). Allitera-Verlag, München 2013, ISBN 978-3-86906-476-5.
- (mit Anja Gaisa): Paul Heyse. Ein Liebling der Musen (1830–1914) (= Kleiner Ausstellungsführer / Bayerische Staatsbibliothek, N.F., Bd. 1). Bayerische Staatsbibliothek, München 2014, ISBN 978-3-88008-008-9.
- Paul Heyse und die Bayerische Staatsbibliothek: der Nachlass des Literaturnobelpreisträgers und Italienkenners. In: Raffaella Bertazzoli u. a. (Hrsg.): Paul Heyse und Italien. Königshausen & Neumann, Würzburg 2016, S. 197–216, ISBN 3-8260-6056-3.
- "Bücher, Bücher, wohin nur alle die Bücher?" Martin Schrettinger und der "Alphabetische Realkatalog" im Katalogsystem der Bayerischen Staatsbibliothek. In: Manfred Knedlik (Hrsg.): Martin Willibald Schrettinger (1772–1851). Vom eigenwilligen Mönch zum leidenschaftlichen Bibliothekar. Festschrift zum 250. Geburtstag (= Neumarkter historische Beiträge, Bd. 17). Historischer Verein für Neumarkt i. d. OPf. und Umgebung e.V., Neumarkt 2022, S. 120–151, ISBN 978-3-9811330-9-7.